# 邦多 (馬里)
邦多（法語：Bondo），是馬里的城鎮，位於該國中部，由莫普提區的科羅省負責管轄，面積340平方公里，海拔高度242米，主要農產品有高粱、玉米、花生和芝麻，2009年人口19,560，人口密度每平方公里57.53人。